# Fujiwara no Tsuginawa
Fujiwara no Tsuginawa (藤原継縄, 727–796), aussi connu sous le nom Fujiwara no Tsugutada, est un homme d'État, courtisan et politique japonais de l'époque de Nara. Membre du clan Fujiwara, il est le fils de Fujiwara no Toyonari.
Tsuginawa est ministre durant le règne de empereur Kammu.

## Carrière
En 780, (ère Hōki 11), Tsuginawa reçoit le titre de sei-i-tai-shogun (général mateur de barbares) pour une expédition au nord de Honshu pour soumettre les emishi, également connus comme les ebisbu.
- 788 (Ère Enryaku 7,1re mois) : Tsuginawa participe à la cérémonie de maturité de Ate-shinno (安殿親王) qui sera l'empereur Heizen[4].
- 790 (Ère Enryaku 9, 2e mois) : Tsuginawa est nommé udaijin[5].
- 796 (Ère Enryaku 15, 16e jour du 7e mois) : Tsuginawa meurt à l'âge de 70 ans[6].